# Isaác Brizuela
Isaác Brizuela Muñoz (San Jose, 1990. augusztus 28. –) egy mexikói válogatott labdarúgó, jelenleg a Guadalajara játékosa.

## Pályafutása

### A válogatottban
| Mexikó | Mexikó             | Mexikó                                          | Mexikó           | Mexikó   | Mexikó              | Mexikó                         | Mexikó | Mexikó  |
| #      | Dátum              | Helyszín                                        | Hazai            | Eredmény | Vendég              | Kiírás                         | Gólok  | Esemény |
| ------ | ------------------ | ----------------------------------------------- | ---------------- | -------- | ------------------- | ------------------------------ | ------ | ------- |
| 1.     | 2013. július 7.    | Pasadena, Rose Bowl                             | Mexikó           | 1 – 2    | Panama              | CONCACAF-aranykupa, csoportkör | 0      | 73'     |
| 2.     | 2013. július 24.   | Arlington, Cowboys Stadium                      | Panama           | 2 – 1    | Mexikó              | CONCACAF-aranykupa, elődöntő   | 0      | 72'     |
| 3.     | 2013. október 15.  | San José, Estadio Nacional de Costa Rica        | Costa Rica       | 2 – 1    | Mexikó              | vb-selejtező                   | 0      | 73'     |
| 4.     | 2014. január 29.   | San Antonio, Alamodome                          | Mexikó           | 4 – 0    | Dél-Korea           | barátságos                     | 0      |         |
| 5.     | 2014. április 2.   | Glendale, University of Phoenix Stadium         | Egyesült Államok | 2 – 2    | Mexikó              | barátságos                     | 0      | 56'     |
| 6.     | 2014. május 28.    | Mexikóváros, Estadio Azteca                     | Mexikó           | 3 – 0    | Izrael              | barátságos                     | 0      | 59'     |
| 7.     | 2014. június 3.    | Chicago, Soldier Field                          | Mexikó           | 0 – 1    | Bosznia-Hercegovina | barátságos                     | 0      | 46'     |
| 8.     | 2016. október 8.   | Nashville, Nissan Stadium                       | Mexikó           | 2 – 1    | Új-Zéland           | barátságos                     | 0      | 61'     |
| 9.     | 2016. október 11.  | Bridgeview, Toyota Park                         | Mexikó           | 1 – 0    | Panama              | barátságos                     | 0      | 46'     |
| 10.    | 2018. október 11.  | San Nicolás de los Garza, Estadio Universitario | Mexikó           | 3 – 2    | Costa Rica          | barátságos                     | 0      | 61'     |
| 11.    | 2018. október 16.  | Santiago de Querétaro, Estadio Corregidora      | Mexikó           | 0 – 1    | Chile               | barátságos                     | 0      | 62'     |
| 12.    | 2018. november 16. | Córdoba, Mario Alberto Kempes Stadion           | Argentína        | 2 – 0    | Mexikó              | barátságos                     | 0      | 79' 83' |
| 13.    | 2018. november 20. | Mendoza, Estadio Malvinas Argentinas            | Argentína        | 2 – 0    | Mexikó              | barátságos                     | 0      | 63'     |
| 14.    | 2019. március 26.  | Santa Clara, Levi’s Stadium                     | Mexikó           | 4 – 2    | Paraguay            | barátságos                     | 0      | 46'     |
|        | Összesen           |                                                 |                  | 14       | mérkőzés            |                                | 0      | gól     |

## Sikerei, díjai
Toluca
- Mexikói bajnok (1): 2010 (Bicentenario)

CD Guadalajara
- Mexikói bajnok (1): 2017 Clausura[1]